# Curietemperaturen

Ett ferromagnetiskt material under curiepunkten, med magnetiska spinn ordnade i samma riktning.

Magnetiska spinn i ett paramagnetiskt material, d.v.s. situationen ovanför curiepunkten, utan pålagt magnetfält. Spinnen är inte ordnade

Magnetiska spinn i ett paramagnetiskt material, d.v.s. situationen ovanför curiepunkten, med pålagt magnetfält. Spinnen är huvudsakligen ordnade i samma riktning, och följer det pålagda magnetfältet.

Curietemperaturen, {\displaystyle T{_{c}}}, även kallad curiepunkten, är den temperaturgräns ovanför vilken ett ferromagnetiskt ämne förlorar sina ferromagnetiska egenskaper och uppträder som ett paramagnetiskt ämne. Vid Curietemperaturen sker alltså en fasövergång. Den är uppkallad efter Pierre Curie.

## Curietemperatur för olika material
| Material                          | Curietemperatur (K) |
| --------------------------------- | ------------------- |
| Kobolt (Co)                       | 1400                |
| Järn (Fe)                         | 1043                |
| Järn(III)oxid (Fe2O3)             | 948                 |
| Järn(II,III)oxid (FeOFe2O3)       | 858                 |
| NiOFe2O3                          | 858                 |
| CuOFe2O3                          | 728                 |
| MgOFe2O3                          | 713                 |
| Nickel (Ni)                       | 631                 |
| MnBi                              | 630                 |
| MnSb                              | 587                 |
| MnOFe2O3                          | 573                 |
| Yttriumjärngranat, YIG (Y3Fe5O12) | 560                 |
| Krom(IV)oxid (CrO2)               | 386                 |
| MnAs                              | 318                 |
| Gadolinium (Gd)                   | 292                 |
| Dysprosium (Dy)                   | 88                  |
| EuO                               | 69                  |